# Frankenstein
|  | For de forskellige film, se Frankenstein (film) |
Frankenstein er en roman fra 1818 af den engelske forfatter Mary Shelley.

## Handling
Romanens hovedperson er videnskabsmanden Victor Frankenstein, der i sit laboratorium samler legemsdele fra døde mennesker til et komplet menneske og formår at give det liv. Han skræmmes dog over sin egen skabning, der flygter og må leve en tilværelse som udstødt, ensom vanskabning og udvikler sig til et monster.
På film og i senere versioner af fortællingen benytter Frankenstein ofte elektricitet til at give skabningen liv, men i selve romanen hører vi intet om, hvordan han bærer sig ad. Senere versioner har også tilføjet en religiøs morale, hvor Frankenstein leger Gud og derfor straffes.
I populærkulturen kaldes skabningen ofte for "Frankensteins monster" eller simpelthen "Frankenstein" (selvom det er navnet på videnskabsmanden).
Mary Shelley var gravid, da hun skrev sin bog om skabningen, der var skabt af ligdele fra voksne, men med en sjæl som et nyfødt barn. Da skabningen flygtede fra laboratoriet ud i skoven, er det første, han er optaget af synet af Månen: "Jeg så en strålende form stige op mellem træerne," og Mary Shelley forklarer i en fodnote: "Månen." Han lærer at tænde ild, at lave mad, at læse og så giver han sig i kast med værker af Plutark, Milton og Goethe. Ved at smuglytte til landsbyboernes samtaler vågner hans samvittighed og retfærdighedssans. Han mærker savnet af fællesskab og kærlighed; men hans udseende skiller ham fra alt andet levende: "Jeg bar et helvede inden i mig." I sin ensomme fortvivlelse knuser og ødelægger han alt om sig. Han tigger sin skaber, Frankenstein, om at blive udslettet eller at få en livsledsagerske. Sammen med hende vil han drage til Jordens fjerneste egne og bosætte sig. Dr. Frankenstein rejser til London for at lære sig de seneste kirurgiske metoder og opretter et laboratorium på Orkney for at sætte en ny skabning sammen. Halvvejs i skaberprocessen overmandes han dog af tvivl ved tanken om, at de to skabninger vil kunne få afkom. Han sænker instrumenterne i havet, og hans monster er dømt til ensomhed. Som hævn dræber skabningen Frankensteins ven Clerval og hans brud, Elizabeth. Frankensteins mål bliver nu at tilintetgøre skabningen. Han jager den over isen ved Nordpolen, hvor den til sidst flygter ud på en isflage og ses drivende væk, opslugt af mørket.

## Teateropsætninger
Mindre end 500 eksemplarer blev solgt af første oplag. Men i juli 1823 blev bogen sat op som drama med titlen Presumption; or the Fate of Frankenstein på English Opera House på Strand i London. Stykket skabte sensation. I de næste fire år blev det sat op 14 steder, deriblandt Bristol, Paris og New York. Stykket adskilte sig fra romanen på væsentlige punkter, som senere fremstillinger har holdt sig til: Frankenstein fremstilles som en ond, gal videnskabsmand, hvor han i romanen er en romantisk idealist, der handler til menneskehedens bedste. I bogen er hans laboratorium heller ikke et sted, der gnistrer af elektriske udladninger; tværtimod arbejder han i skæret af stearinlys. Assistenten Fritz findes heller ikke i romanen, hvor Frankenstein arbejder alene. Monsteret gøres stumt, hvor det i romanen taler og er udtryksfuldt. Mary Shelley tog sig ikke af ændringerne og heller ikke af, at hun selv ikke modtog penge. I september 1823 så hun forestillingen og var begejstret. Teateropsætningerne førte til, at hendes roman gradvis blev berømt i 1820'erne. 

## Baggrund
Sommeren 1814 foretog Mary Shelley og hendes senere ægtemand en skibsrejse gennem Rhindalen. Parret registrerede det monstrøse umenneskelige udseende hos mange af de stærke arbejdere om bord og silhuetten af slottet Frankenstein.  Hun besøgte det ikke, men kan have været inspireret af dets omgivelser, også fordi hendes stedmor havde oversat brødrene Grimms eventyr til engelsk. 
Mary Shelley kan have baseret sin roman på historien om videnskabsmanden Johann Wilhelm Ritter (1776-1810), der i 1801 opdagede ultraviolet lys og øvede afgørende indflydelse på H.C. Ørsted under dennes besøg i 1801. Efter at være flyttet til München blev Ritter stærkt påvirket af Franz von Baader og dennes Naturphilosophie, der omfattede eksperimenter med ønskekviste og elektrisk stimulering af muskler hos døde dyr, så de så ud til at genopstå som levende. Andre videnskabsmænd tog gradvis afstand fra ham, hans studenter forlod ham, og Ritter selv forlod sin kone og tre børn og isolerede sig i sit laboratorium. Han udførte elektriske eksperimenter på sin egen krop, hvad der kan have ført til hans tidlige død. 
Andrew Crosse (1784–1855) har også været nævnt som forbillede for Frankenstein. Han var en velhavende og ekcentrisk ungkarl, der eksperimenterede i sit veludstyrede laboratorium. I 1836 spildte han ved et uheld en opløsning på en vulkansk sten. To uger senere fandt han en ukendt type mider på stenen.  Da han offentliggjorde sit fund, blev han beskyldt for at mene, at han kunne skabe liv som Guds ligemand. Crosse var resten af livet præget af de falske beskyldninger. Men da det skete tyve år efter udgivelsen af Frankenstein, kan han ikke have været Mary Shelleys inspirationskilde.
Mary Shelley, hendes senere ægtemand Shelley, den 22-årige læge Polidori og Byron diskuterede Giovanni Aldinis elektriske eksperimenter og enedes om at konkurrere om at skrive en gyserroman. Byron skrev et udkast om en døende opdagelsesrejsende, Augustus Darvell, dateret 17. juni 1816 ; Polidori skrev fortællingen Vampyren, som han senere forsøgte at tilskrive Byron, for at få den solgt; Shelley skrev digtet Mont Blanc; mens Mary i løbet af de næste 14 måneder skabte sit værk Frankenstein, or The Modern Prometheus, som hun sendte til forlaget Lackington, Allen & Co i august 1817, kun tre uger før hun nedkom med sin datter, Clara, 2. september. Hun præsenterede med sin roman en helt ny type fiktion, nemlig science fiction. 
Selve skrivearbejdet var påbegyndt sommeren 1816 i Byrons villa Diodati ved Genfersøen. Det var "året uden sommer" efter vulkanen Tamboras udbrud på øen Sumbawa i Indonesien, der gjorde vejret koldt og vådt.  Den 19-årige Mary Shelley havde mistet sit for tidligt fødte barn. Inspireret af en drøm om en videnskabsmand, der skaber liv ved "galvanisering" af knogler samlet fra lighuse, påbegynde hun bogen, der af avisen Guardian fik ottendepladsen blandt verdens 100 bedste romaner. De første anmeldelser var yderst blandede; men Walter Scott var begejstret for værket. 

## Filmatiseringer
- Frankenstein - amerikansk stumfilm fra 1910.
- Il Mostro di Frankenstein - italiensk stumfilm fra 1920.
- James Whales Frankenstein (1931) med Colin Clive som Frankenstein og Boris Karloff som monsteret
- Terence Fishers The Curse of Frankenstein (1957) med Peter Cushing som Frankenstein og Christopher Lee som monsteret
- Frankenstein, el vampiro y compania - Mexicansk film fra 1962.
- Kenneth Branaghs Mary Shelley's Frankenstein (1994) med Kenneth Branagh som Frankenstein og Robert De Niro som monsteret
- Mary Shelley DVD Film The life that inspired Frankenstein fra 2017.

## Romanen på dansk
- Mary Shelley: Frankenstein (Biilman & Eriksen, 1966)
- Mary Shelley: Frankenstein (Lademann, 1977)
- Mary Shelley: Frankenstein (Carlsen, 1986)
- Mary Shelley: Frankenstein (Vintens Forlag, 1994)
- Mary Shelley: Frankenstein. eller Den moderne Prometheus (Rosinante, 2014)

## Faglitteratur
- Nicolas Barbano: Bogen om Frankenstein (Tellerup, 1993)
- Klaus Aarsleff: Mysteriet om Frankensteins monster og livets gåde (Gyldendal, 2001)